# Reigate Priory
Reigate Priory (offiziell: Reigate Priory Football Club) ist ein englischer Fußballverein aus der in der Grafschaft Surrey liegenden Stadt Reigate. Er gehört in den 1870er-Jahren zu den ersten Klubs, die am englischen FA Cup teilnahmen, kam aber zwischen 1872 und 1876 nicht über die zweite Hauptrunde hinaus.

## Vereinsgeschichte
Der Name des Vereins entstammt dem ehemaligen Priorat in der südlich von London liegenden Stadt Reigate. Das 1233 gegründete und 1536 aufgelöste Augustinerkloster diente unter anderem der Howard-Familie als Privatresidenz, beherbergt nunmehr sowohl ein Museum als auch die Reigate Priory Junior School und ist denkmalgeschützt. Der bereits im Mittelalter angelegte umgebende Park diente der Bevölkerung als Naherholungsgebiet und Fußballinteressierte gründeten im Priory Park im April 1870 den Klub.
Im Jahr 1871 gehörte Reigate Priory zu den ursprünglich fünfzehn gemeldeten Mannschaften, die in der Saison 1871/72 am erstmals ausgetragenen FA Cup teilnehmen wollten. Der Klub sollte in der ersten Runde gegen den späteren Finalisten Royal Engineers antreten, zog sich dann jedoch aus dem Wettbewerb zurück. Das Debüt folgte erst im folgenden Jahr gegen Windsor Home Park, das am 26. Oktober 1872 mit einer 2:4-Niederlage endete. In den folgenden Jahren versuchte sich Reigate Priory weiter im FA Cup, verzeichnete jedoch nur einen Sieg am 30. Oktober 1875 mit 1:0 gegen den Barnes FC. Letztmalig trat der Verein in der Saison 1876/77 im englischen Pokal an und verabschiedete sich am 11. November 1876 mit einer 0:5-Erstrundepleite gegen die Clapham Rovers.
Fortan agierte Reigate Priory in der heimischen Grafschaf Surrey und gewann den heimischen County Senior Cup bis zum Ende des 19. Jahrhunderts sechsmal. Im organisierten Ligafußball war der Klub im 20. Jahrhundert lange in der Southern Amateur League aktiv, schloss sich dann 1997 der heimischen Reigate & District League an und tritt aktuell in der Southern Combination (Division One) an.